# كيريل بوغريبنياك
كيريل بوغريبنياك (بالروسية: Погребняк, Кирилл Викторович)‏ هو لاعب كرة قدم روسي في مركز الهجوم، ولد في 27 يونيو 1992 في موسكو في روسيا. لعب مع توم تومسك.

## وصلات خارجية
- كيريل بوغريبنياك على موقع إي إس بي إن إف سي (الإنجليزية)
- كيريل بوغريبنياك على موقع قاعدة بيانات كرة القدم.إي يو (الإنجليزية)
- كيريل بوغريبنياك على موقع Soccerbase.com (لاعب) (الإنجليزية)
- كيريل بوغريبنياك على موقع Soccerway.com (الإنجليزية)
- كيريل بوغريبنياك على موقع عالم كرة القدم.نت (الإنجليزية)